# سیستم قیمت‌ها و تخصیص منابع تولیدی
سیستم قیمت‌ها و تخصیص منابع تولیدی کتابی از ریچارد لفت‌ویچ با ترجمهٔ میرنظام سجادی است که در سال ۱۳۵۱ منتشر و برندهٔ جایزه کتاب سال سلطنتی شد.